# Korps (letterformaat)

De kapitaalhoogte (cap height) in verhouding tot de letterlijn (base line), de stokhoogte (ascender height), de x-hoogte (x-height) en de staartlengte (descender height)

Het korps is de grootte van een lettertype. De maat is gelijk aan de afstand van de onderkant van een staartletter als de p en q tot aan de bovenkant van een stokletter als de k, h en l. Het korps wordt meestal uitgedrukt in continentale didotpunten of in pica. Hetzelfde lettertype kan met verschillende korpsen toegepast worden.

De korpsgrootte c van een loden letter

De korpsgrootte was oorspronkelijk de hoogte van de loden letters, meestal de kp-hoogte, de hoogte tussen de bovenkant van de stok en de onderkant van de staart. Deze hoogte is echter niet gestandaardiseerd en kon verschillen per land en zelfs per lettergieterij. Tegenwoordig zijn er veel lettertypes waarbij de stokken van kleine letters nog boven de kapitaalhoogte uitsteken. Daarom is bij moderne zettechnieken de kapitaalhoogte bepalend voor de lettergrootte.
De Hp-hoogte is de hoogte van de bovenkant van de hoofdletters tot de onderkant van de staarten van de kleine letters en is dus veelal net iets lager dan het korps.

## Geschiedenis
De eerste standaardhoogte voor letters werd in 1723 in Frankrijk ingevoerd, nog voordat Pierre Simon Fournier het Fournier punt-systeem invoerde. Deze hoogte was gebaseerd op de Pied du Roi en volgens un réglement de la librairie van 1723 bepaald op 10,5 lignes, 23,60 mm of 63 punt Didot.
François Ambroise Didot behield deze standaardhoogte, de Franse hoogte of Parijse hoogte, bij de invoering van de Didot-punt. Duitsland nam het Didot-systeem over en ook de daarbij horende letterhoogte. En Fr. Dressler in Frankfurt als eerste Duitse gieterij. Maar doordat de hoogte niet voortdurend werd gecontroleerd, ontstonden er afwijkingen tussen verschillende gieterijen. Dit werd door gieterijen ook als middel voor klantenbinding gebruikt.
In 1878 besloot een aantal belangrijke Duitse gieterijen op initiatief van Heinrich Berthold in Berlijn de letterhoogte te stellen op 62 2/3 punt Didot. Daarbij werd de laagste toen gebruikelijke letterhoogte als basis genomen.
Op 11 maart 1905 nam de Kaiserliche Normal Eichungs-Kommission in Berlijn op verzoek van de Vereinigung des SchriftgiessereiBesitzer Deutschlands de controle op zich van de Deutsche Normal-Höhe. De maatstaf werd gedefinieerd als 2660 punt = 1000,29 mm bij +16,25 °C. 23,566 mm = 62 2/3 punt.
In Oostenrijk werd door Alois Auer, de directeur van de Staatsdrukkerij in Wenen, de letterhoogte op 1 Wiener Zoll bepaald, ruim 68 punt Didot. Deze hoogte kwam overeen met de Frankfurter-Höhe die ook veel in Duitsland voorkwam. Toen dit Auer-systeem door dat van Gottlieb Haase in Praag werd verdrongen, werd in Oostenrijk de letterhoogte ook 62,66 punt Didot.
Daarnaast was er de Straatsburger-Höhe: 67,5 punt Didot, en de Russische hoogte 66,75 punt Didot.
In Leipzig was een letterhoogte van 66 punt Didot in gebruik, deze letterhoogte was ook gebruikelijk in Zwitserland, Italië, als Lyonner-hoogte in Frankrijk, in Zweden, Noorwegen, Denemarken en in Nederland. Ook Christoffel Plantijn in Antwerpen gebruikte 66 punt als letterhoogte.
- 68 punt: 
  - Frankfurter-hoogte, Auer-hoogte
- 67,5 punt: 
  - Strassburger-hoogte
- 66,75 punt:
  - Rusland
- 66 punt
  - Leipziger-hoogte, Hollandsche hoogte
- 63 punt
  - België, Oostenrijk, Hongarije, Nederlandse Staatsdrukkerij
- 62,66 punt
  - Duitsland, Spanje, Italië, Frankrijk
- 62 punt:
  - Verenigde Staten en Verenigd Koninkrijk

In Nederland waren er begin 20e eeuw nog slechts twee lettergieterijen actief: Joh. Enschedé en Zonen in Haarlem, en Lettergieterij Amsterdam, voorheen N. Tetterode. Uit concurrentie-overwegingen hielden deze gieterijen een klein verschil in de letterhoogte in stand:
- 65 23/24 punt: Joh. Enschedé en zonen
- 66 1/24 punt: Lettergieterij Amsterdam

Dit had tot gevolg dat drukkerijen in een zetsel niet de letter van beide gieterijen tegelijk konden gebruiken, dan was die van Enschedé te mager, of die van Lettergieterij Amsterdam veel te vet.
De Algemeene Landsdrukkerij in Den Haag, later de Staatsdrukkerij, had na een reorganisatie in 1905, de letterhoogte bepaald op 63 punt. (Belgische hoogte) Deze hoogte stond in Nederland bekend als de staatsdrukkerij-hoogte. De reden daarvoor was dat het ongewenst was dat zetsel van de Staatsdrukkerij elders gebruikt kon worden, de werkelijke maat werd geheim gehouden.